# Concordia (Loreto)
Concordia es una localidad peruana, capital de distrito de Urarinas, provincia de Loreto, al noroeste del departamento de Loreto.

## Descripción
Concordia está habitada por poblaciones de amerindios amazónicos, es una localidad cerca a los pozos petrolíferos. Aunque esto ocasiona conflictos por la contaminación de los cuerpos de agua por parte de las empresas petroleras.